# Brother Beyond
Brother Beyond ist eine britische Popband der späten 1980er Jahre. Die Gruppe wurde in ihrer erfolgreichsten Zeit von Stock Aitken Waterman produziert und hatte den größten Hit 1988 mit dem Lied The Harder I Try.

## Biografie
Mitte der 1980er Jahre gründeten David White (Gitarre) und sein jüngerer Bruder Francis, genannt Eg, (Bass, Drumcomputer) gemeinsam mit Carl Fysh (Keyboard) die Band Brother Beyond. Kurze Zeit später kam der Sänger Nathan Moore hinzu. 1986 erschien das Lied I Should Have Lied, das von Fysh und Eg White geschrieben worden war, als erste Single. Produzent war der amerikanische Musiker Don Was.
Bereits die zweite Single How Many Times, wieder geschrieben von Fish und Eg White, schaffte im April 1987 den Einstieg in die englischen Charts und erreichte Platz 62. Im August des Jahres folgte Chain-Gang Smile. Das von Richard James Burgess produzierte Lied schaffte es auf Platz 57 der UK-Charts. Anfang 1987 verließ Eg White die Gruppe, um seine Karriere als Musiker, Produzent und Songwriter fortzusetzen. Als Schlagzeuger kam Steve Alexander zu Brother Beyond.
Nachdem die Band von Stock Aitken Waterman unter Vertrag genommen worden war, entstand in deren PWL Studios die Single Can You Keep a Secret?, die zum bis dahin größten Erfolg des Quartetts werden sollte. Das Lied stieg im Januar 1988 in die britischen Singlecharts und verfehlte auf Platz 22 nur knapp die Top 20. Mit The Harder I Try, einem von Stock Aitken Waterman geschriebenen und produzierten Titel, erreichte die Gruppe den Höhepunkt ihrer Karriere. Die Single kletterte im Sommer auf Platz zwei im Vereinigten Königreich, auf Platz 13 in der Schweiz und auf Platz 32 in Deutschland.
Der Nachfolger He Ain’t No Competition war ähnlich erfolgreich und stand zum Jahresende auf Platz 6 im Vereinigten Königreich sowie auf Platz 39 in Deutschland. Im November folgte das Debütalbum Get Even, das auf Platz 9 der UK-Charts stieg. Das darauf enthaltene und Ende 1988 erschienene Be My Twin schaffte es Anfang 1989 auf Platz 14 in England und auf Platz 53 in Deutschland.
Nach einer mehrmonatigen Pause folgte die Teilnahme am Projekt Spirit of the Forest, das sich dem Schutz des tropischen Regenwaldes widmete. Gemeinsam mit Künstlern wie Olivia Newton-John, Taylor Dayne, Donna Summer, Chris Rea, David Gilmour und anderen entstand die Single Spirit of the Forest, die im Juni 1989 in England veröffentlicht wurde.
Ab Herbst 1989 erschienen die Brother-Beyond-Singles Drive On, When Will I See You Again und Trust, die es zwar in die UK-Charts schafften, sich aber mit mittleren Positionen zufriedengeben mussten. Das dazugehörige Album Trust erschien ebenfalls Ende des Jahres, kam aber nicht über Platz 60 der englischen Album-Hitparade hinaus. Der letzte Charterfolg der Band war die Single The Girl I Used to Know, die im Juni 1990 zwar nur Platz 48 in der Heimat erreichte, aber gleichzeitig zum ersten und einzigen Hit in den USA wurde und Platz 27 der Billboard-Charts erklomm.
Im Herbst 1990 löste sich Brother Beyond auf, nachdem die im September in den USA erschienene Single Just a Heartbeat floppte. Moore setzte seine Musikkarriere drei Jahre später als Mitglied der Boygroup Worlds Apart fort und wechselte nach deren Ende ins Musikmanagement.

## Mitglieder
- Nathan Moore (Nathan Marcellus Moore, * 10. Januar 1965 in Stamford Hill, London) – Gesang
- Carl Fysh (Carl Anthony Fysh, * 25. Januar 1963, England) – Keyboard
- David White (David Benjamin White, * 6. Juni 1965 in Highbury, Nordlondon) – Gitarre
- Eg White (Francis Anthony White, * 22. November 1966 in Highbury, Nordlondon) – Bass, Drumcomputer – bis 1988
- Steve Alexander (* 20. November 1962) – Schlagzeug – ab 1988

## Diskografie

### Alben
| Jahr | Titel    | Höchstplatzierung, Gesamtwochen, AuszeichnungChartplatzierungen (Jahr, Titel, Platzierungen, Wochen, Auszeichnungen, Anmerkungen) | Höchstplatzierung, Gesamtwochen, AuszeichnungChartplatzierungen (Jahr, Titel, Platzierungen, Wochen, Auszeichnungen, Anmerkungen) | Höchstplatzierung, Gesamtwochen, AuszeichnungChartplatzierungen (Jahr, Titel, Platzierungen, Wochen, Auszeichnungen, Anmerkungen) | Höchstplatzierung, Gesamtwochen, AuszeichnungChartplatzierungen (Jahr, Titel, Platzierungen, Wochen, Auszeichnungen, Anmerkungen) | Anmerkungen                                                               |
| Jahr | Titel    | DE | CH | UK | US | Anmerkungen                                                               |
| ---- | -------- | --- | --- | --- | --- | ------------------------------------------------------------------------- |
| 1988 | Get Even | DE63 (3 Wo.)DE | — | UK9 Platin · (23 Wo.)UK | — | Erstveröffentlichung: November 1988 Charteinstieg in DE erst im März 1989 |
| 1989 | Trust    | — | — | UK60 Gold · (1 Wo.)UK | — | Erstveröffentlichung: November 1989                                       |

Weitere Alben
- 1990: Trust(US-Version mit zusätzlichen Tracks)
- 2005: The Very Best Of(Kompilation)
- 2005: The River Sessions(Livealbum, aufgenommen im Edinburgh Playhouse am 11. Mai 1989)

### Singles
| Jahr | Titel Album                                | Höchstplatzierung, Gesamtwochen, AuszeichnungChartplatzierungen (Jahr, Titel, Album, Platzierungen, Wochen, Auszeichnungen, Anmerkungen) | Höchstplatzierung, Gesamtwochen, AuszeichnungChartplatzierungen (Jahr, Titel, Album, Platzierungen, Wochen, Auszeichnungen, Anmerkungen) | Höchstplatzierung, Gesamtwochen, AuszeichnungChartplatzierungen (Jahr, Titel, Album, Platzierungen, Wochen, Auszeichnungen, Anmerkungen) | Höchstplatzierung, Gesamtwochen, AuszeichnungChartplatzierungen (Jahr, Titel, Album, Platzierungen, Wochen, Auszeichnungen, Anmerkungen) | Anmerkungen                             |
| Jahr | Titel Album                                | DE | CH | UK | US | Anmerkungen                             |
| ---- | ------------------------------------------ | --- | --- | --- | --- | --------------------------------------- |
| 1987 | How Many Times Get Even                    | — | — | UK62 (9 Wo.)UK | — | Erstveröffentlichung: 23. Februar 1987  |
| 1987 | Chain-Gang Smile Get Even                  | — | — | UK57 (4 Wo.)UK | — | Erstveröffentlichung: 27. Juli 1987     |
| 1988 | Can You Keep a Secret Get Even             | — | — | UK56 (5 Wo.)UK | — | Erstveröffentlichung: 4. Januar 1988    |
| 1988 | The Harder I Try Get Even                  | DE32 (13 Wo.)DE | CH13 (7 Wo.)CH | UK2 Silber · (14 Wo.)UK | — | Erstveröffentlichung: 18. Juli 1988     |
| 1988 | He Ain’t No Competition Get Even           | DE39 (12 Wo.)DE | — | UK6 (10 Wo.)UK | — | Erstveröffentlichung: 24. Oktober 1988  |
| 1989 | Be My Twin Get Even                        | DE53 (4 Wo.)DE | — | UK14 (6 Wo.)UK | — | Erstveröffentlichung: 9. Januar 1989    |
| 1989 | Can You Keep a Secret (1989 Mix) Get Even  | — | — | UK22 (5 Wo.)UK | — | Erstveröffentlichung: 20. März 1989     |
| 1989 | Drive On Trust                             | — | — | UK39 (4 Wo.)UK | — | Erstveröffentlichung: 16. Oktober 1989  |
| 1989 | When Will I See You Again Trust            | — | — | UK43 (5 Wo.)UK | — | Erstveröffentlichung: 27. November 1989 |
| 1990 | Trust                                      | — | — | UK53 (2 Wo.)UK | — | Erstveröffentlichung: 26. Februar 1990  |
| 1991 | The Girl I Used to Know Trust (US-Version) | — | — | UK48 (3 Wo.)UK | US27 (15 Wo.)US | Erstveröffentlichung: 7. Januar 1990    |

Weitere Singles
- 1986: I Should Have Lied
- 1989: Spirit of the Forest (mit dem Künstlerprojekt Spirit of the Forest)[1]
- 1990: Just a Heartbeat